# Kuzminec
Kuzminec est un village de la municipalité de Mihovljan (comitat de Krapina-Zagorje) en Croatie. Au recensement de 2011, le village comptait 424 habitants.